# Холберг, Дэвид
Дэ́вид Хо́лберг (англ. David Hallberg; род. 18 мая 1982, Рапид-Сити, Южная Дакота) — американский артист балета, премьер Американского театра балета и Большого театра. Первый в истории Большого театра американец, ставший премьером этой труппы.

## Биография
Родился в небольшом городе Рапид-Сити в штате Южная Дакота (США). Его отец — риелтор, мама — менеджер больницы. В 10 лет Дэвид начал заниматься степом. Позже семья переехала в Феникс, штат Аризона, где мальчик впервые увидел балет и в 13 лет поступил в Балетную школу Аризоны, где его учил бывший солист Бостонского балета Ки Юан Хан. В 17 лет, в 1999 году продолжил обучение в Школе Опера де Пари, где его педагогами были Клод Бесси, Жак Намон и Жильбер Мейер. В 1999—2000 году посещал летние курсы при Американском театре балета в Нью-Йорке и получил национальную стипендию этой труппы.
В сентябре 2000 года поступил в Студию при Американском театре балета (ныне — ABT II), а в апреле 2001 года был принят в кордебалет основной труппы. В январе 2004 года переведён в категорию солистов, с мая 2005 года — премьер. Приглашённая звезда крупных балетных театров мира: Шведский королевский балет, Театр Колон, Вашингтонский балет, балет Национальной оперы Украины, и с 2010 года — главный приглашённый артист Австралийского балета. В 2011 году принял предложение художественного руководителя балета Большого театра Сергея Филина и стал премьером балета Большого театра, где репетирует под руководством Александра Ветрова. В Американском театре балета перешёл в ранг приглашённого премьера.
В 2008 и 2009 годы принимал участие в проекте «Короли танца» вместе с лучшими танцовщиками мира — Хоакином де Луцем, Хосе Мануэлем Карреньо, Марсело Гомесом, Гийомом Котэ, Дмитрием Гудановым, Николаем Цискаридзе, Денисом Матвиенко, Иваном Васильевым, Леонидом Сарафановым. В 2010 и 2011 году участвовал в Международном фестивале балета «Мариинский».
Холберг был одним из авторов популярного блога о танце thewinger.com, получившего в 2009 году награду The Webby Awards. Также он учредил стипендию для молодых танцовщиков, обучающихся в школе Жаклин Кеннеди Онассис Американского театра балета.

## Репертуар

### Американский театр балета

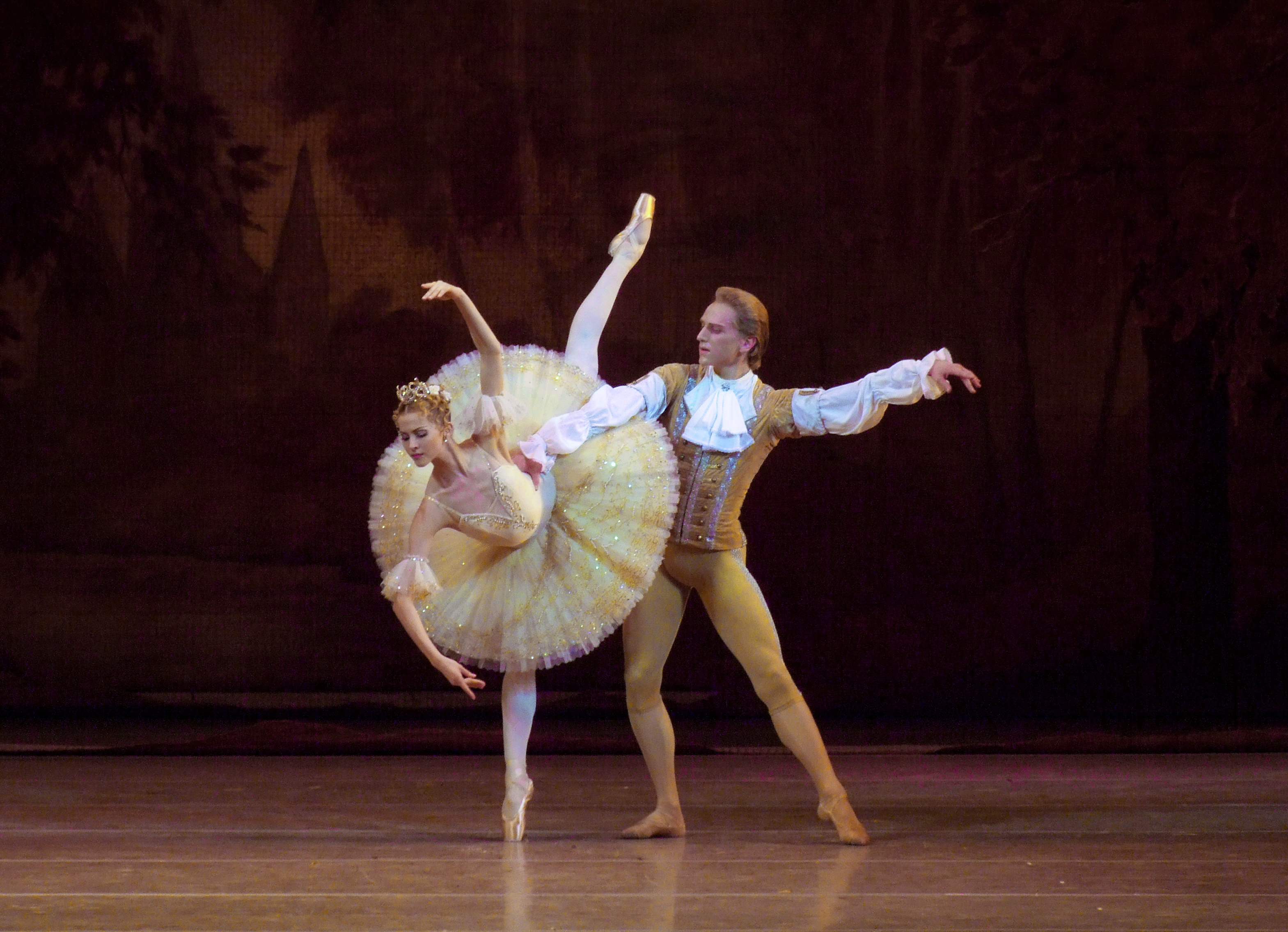
Дэвид Холберг и Алина Сомова в балете «Спящая красавица», 2010

- «Послеполуденный отдых фавна», хореография Джерома Роббинса — Юноша
- «Другие танцы», хореография Джерома Роббинса — Солист
- «Аполлон», хореография Джорджа Баланчина — Аполлон
- «Симфония до мажор», хореография Джорджа Баланчина — Солист I части
- «Матросы на берегу», хореография Джорджа Баланчина — Второй матрос
- «Ballet Imperial», хореография Джорджа Баланчина — Солист
- «Па-де-де на музыку Чайковского», хореография Джорджа Баланчина — Солист
- «Бал королевы», хореография Джорджа Баланчина — Солист
- «Тема с вариациями», хореография Джорджа Баланчина, постановка К. Питерсона — Солист
- «Duo Concertant», хореография Джорджа Баланчина — Солист
- «Дон Кихот», редакция Кевина МакКензи и С. Джонс — Базиль, Эспада
- «Лебединое озеро», редакция Дэвида Блэра, постановка Кевина МакКензи — Бенно, Ротбарт (III акт), Принц Зигфрид
- «Баядерка», редакция Наталии Макаровой — Солор
- «Сильфида», хореография Августа Бурнонвиля, постановка Эрика Бруна — Джеймс
- «Жизель», редакция Антона Долина — граф Альберт
- «Корсар», редакция Константина Сергеева, постановка Анны-Марии Холмс — Конрад
- «Раймонда», редакция Анны-Марии Холмс — Бернар, Жан де Бриен
- «Щелкунчик», балетмейстер Кевин МакКензи — Кавалер
- «Спящая красавица», редакция Кевина МакКензи и Гелси Киркланд — принц Дезире
- «Шопениана», хореография Михаила Фокина, постановка К. Питерсона — Юноша
- «Золушка», балетмейстер Джеймс Куделка — принц Чаминг
- «В комнате наверху», балетмейстер Твайла Тарп — Солист
- «Вариации Брамса-Гайдна / The Brahms-Haydn Variations», балетмейстер Твайла Тарп — Солист
- «Сильвия», хореография Фредерика Аштона, постановка К. Ньютона — Аминта
- «Сон», хореография Фредерика Аштона, постановка Энтони Дауэлла — Оберон
- «Симфонические вариации / Symphonic Variations», хореография Фредерика Аштона, постановка В. Э. Соумс — Солист
- «The Awakening Pas de Deux», хореография Фредерика Аштона, постановка Гранта Койла — Солист
- «Огненный столп / Pillar of Fire», хореография Энтони Тюдора — Друг семьи
- «Ромео и Джульетта», хореография Энтони Тюдора — Ромео
- «Отелло», балетмейстер Лар Любович — Отелло
- «Луг / Meadow», балетмейстер Лар Любович — Солист
- «Зелёный стол / Der grune Tisch», хореография Курта Йосса — Смерть
- «Ясный / Clear», балетмейстер Стэнтон Уэлш — Солист
- «Напои меня своими глазами / Drink To Me Only With Thine Eyes», балетмейстер Марк Моррис — Солист
- «Гонг / Gong», балетмейстер Марк Моррис — Солист
- «Конец свету / Glow — Stop», балетмейстер Йорма Эло — Солист
- «Отныне так будет / From Here On Out», балетмейстер Бенжамен Миллепье — Солист
- «Калейдоскоп / Kaleidoscope», балетмейстер Питер Кванц — Солист
- «Маленькая смерть, балетмейстер Йиржи Килиан — Солист
- «Симфониетта, балетмейстер Йиржи Килиан — Солист
- «Заросшая тропинка / Overgrown Path», балетмейстер Йиржи Килиан — Солист
- «Дориан / Dorian», балетмейстер Роберт Хилл — Дориан Грей
- «работавработе / workwithinwork», балетмейстер Уильям Форсайт — Солист
- «С тобой и без тебя: приношение Джорджу Харрисону / Within You Without You: A Tribute to George Harrison», балетмейстеры Дэвид Парсонс, Энн Райнкинг, Натали Уайер и Стэнтон Уэлш — Солист
- «Почти удачный год / Pretty Good Year», балетмейстер Трей МакИнтайр — Солист

#### Первый исполнитель партий
- 2008 — «Кролик и мошенник / Rabbit and Rouge», балетмейстер Твайла Тарп — Солист
- 2008 — «Гражданин / Citizen», балетмейстер Лаури Столлингс — Солист
- 2009 — «На Днепре», балетмейстер Алексей Ратманский — Жених Ольги
- 2009 — «Семь сонат / Seven Sonatas», балетмейстер Алексей Ратманский — Солист
- 2010 — «Щелкунчик», балетмейстер Алексей Ратманский — Щелкунчик-Принц
- 2011 — «Светлый ручей», балетмейстер Алексей Ратманский — Классический танцовщик

### В Большом театре
- 2011 — «Жизель», хореография Жана Коралли, Жюля Перро и Мариуса Петипа, редакция Юрия Григоровича — Граф Альберт
- 2011 — «Спящая красавица», хореография Мариуса Петипа, новая хореографическая редакция Юрия Григоровича — Принц Дезире — первый исполнитель
- 2011 — «Дон Кихот», редакция Алексея Фадеечева — Базиль
- 2012 — «Лебединое озеро», вторая редакция Юрия Григоровича — Принц Зигфрид
- 2012 — «Щелкунчик», балетмейстер Юрий Григорович — Щелкунчик-принц
- 2012 — «Remanso», хореография Н. Дуато — партия
- 2012 — «Драгоценности», хореография Дж. Баланчина — ведущая партия в «Бриллиантах»
- 2013 — «Онегин», хореография Дж. Крэнко — Онегин
- 2013 — «Марко Спада», балетмейстер Пьер Лакотт — Марко Спада — первый исполнитель, Князь Федеричи
- 2014 — «Утраченные иллюзии», балетмейстер Алексей Ратманский — Люсьен

## Фильмография
- 2014 — Марко Спада, «Марко Спада» на музыку Даниэля Обера в постановке Пьера Лакотта, Bel Air Classique

## Награды и премии
- 2002 — Стипендия Общества Принцессы Грейс
- 2002 — Приз за достижения в танце балерины Крис Хеллман
- 2010 — Премия «Звезда Нино Ананиашвили» (Тбилиси)
- 2010 — Приз Международной ассоциации деятелей хореографии «Benois de la dance» за исполнение партии Графа Альберта в балете «Жизель» (редакция К. МакКензи, АБТ)[4]

### Видео
- A Classical Ballet Dancer’s Admiration for the Avant Garde
- Короли Танца: Дэвид Холлберг
- Американец Дэвид Холлберг станет премьером Большого театра 1TV, 26.09.2011
- Новый белокурый премьер полюбил борщ и водку НТВ, 26.09.2011
- Дэвид Холберг просит не называть его «перебежчиком» Русская служба «Голоса Америки»
- Дэвид Холберг (недоступная ссылка) в рубрике «Худсовет» Новостей культуры на Телеканале Культура, 28.10.11
- В Большом состоялся первый выход звезды американского балета Дэвида Холберга в качестве нового премьера ТВЦ, 05.11.2011
- Солистом Большого театра стал американец Вести.Ru, 07.11.2011
- Зелёная гостиная: Дэвид Холберг Большой театр, 19.09.2013